# Pristimantis cabrerai
Pristimantis cabrerai es una especie de anfibio anuro de la familia Craugastoridae.

## Distribución
Esta especie es endémica de la Cordillera Occidental en Colombia. Habita en los departamentos de Antioquia y Caldas entre los 1140 y 1940 m de altitud.

## Descripción
La hembras miden 39 mm.

## Etimología
Esta especie lleva el nombre en honor del naturalista colombiano Isadore Cabrera.

## Publicación original
- Cochran & Goin, 1970 : Frogs of Colombia. United States National Museum Bulletin, vol. 288, p. 1-655[5]